# In Concert (album Janis Joplin)
In Concert – album koncertowy amerykańskiej piosenkarki bluesrockowej i soulowej Janis Joplin, oryginalnie wydany na dwóch płytach gramofonowych w 1972 roku przez Columbia Records. Utwory zawarte na płycie pierwszej zostały zarejestrowane w 1968 i 1970 roku podczas występów Joplin z Big Brother & the Holding Company w Stanach Zjednoczonych (San Francisco, Detroit). Płytę drugą wypełniły utwory nagrane w roku 1970, gdy piosenkarka koncertowała z Full Tilt Boogie Band w Kanadzie (Toronto, Calgary). Na płycie kompaktowej znalazły się utwory zarejestrowane zarówno podczas występów z Big Brother & the Holding Company (1-8), jak i z Full Tilt Boogie Band (9-14).

## Lista utworów
Opracowano na podstawie materiału źródłowego.
Wydanie LP:
LP 1
Strona A
| 1. | „Down on Me” (2 marca 1968, The Grande Ballroom, Detroit)           | 3:05  |
|    |                                                                     |       |
| 2. | „Bye, Bye Baby” (12 kwietnia 1968, Winterland, San Francisco)       | 4:29  |
|    |                                                                     |       |
| 3. | „All is Loneliness” (4 kwietnia 1970, Fillmore West, San Francisco) | 5:44  |
|    |                                                                     |       |
| 4. | „Piece of My Heart” (2 marca 1968, The Grande Ballroom, Detroit)    | 4:19  |
|    |                                                                     |       |
|    |                                                                     | 17:37 |
|    |                                                                     |       |
Strona B
| 1. | „Road Block” (23 czerwca 1968, The Carousel Ballroom, San Francisco)        | 2:53  |
|    |                                                                             |       |
| 2. | „Flower in the Sun” (23 czerwca 1968, The Carousel Ballroom, San Francisco) | 3:07  |
|    |                                                                             |       |
| 3. | „Summertime” (23 czerwca 1968, The Carousel Ballroom, San Francisco)        | 4:31  |
|    |                                                                             |       |
| 4. | „Ego Rock” (4 kwietnia 1970, Fillmore West, San Francisco)                  | 8:32  |
|    |                                                                             |       |
|    |                                                                             | 19:03 |
|    |                                                                             |       |
LP 2
Strona C
| 1. | „Half Moon” (28 czerwca 1970, Festival Express, Toronto)    | 4:36  |
|    |                                                             |       |
| 2. | „Kozmic Blues” (28 czerwca 1970, Festival Express, Toronto) | 6:05  |
|    |                                                             |       |
| 3. | „Move Over” (4 lipca 1970, Festival Express, Calgary)       | 5:09  |
|    |                                                             |       |
|    |                                                             | 15:50 |
|    |                                                             |       |
Strona D
| 1. | „Try (Just a Little Bit Harder)” (4 lipca 1970, Festival Express, Calgary) | 8:13  |
|    |                                                                            |       |
| 2. | „Get It While You Can” (4 lipca 1970, Festival Express, Calgary)           | 7:04  |
|    |                                                                            |       |
| 3. | „Ball and Chain” (4 lipca 1970, Festival Express, Calgary)                 | 9:15  |
|    |                                                                            |       |
|    |                                                                            | 24:32 |
|    |                                                                            |       |
Wydanie CD:
| 1.  | „Down on Me” (2 marca 1968, The Grande Ballroom, Detroit)                   | 3:07    |
|     |                                                                             |         |
| 2.  | „Bye, Bye Baby” (12 kwietnia 1968, Winterland, San Francisco)               | 4:28    |
|     |                                                                             |         |
| 3.  | „All is Loneliness” (4 kwietnia 1970, Fillmore West, San Francisco)         | 5:46    |
|     |                                                                             |         |
| 4.  | „Piece of My Heart” (2 marca 1968, The Grande Ballroom, Detroit)            | 4:06    |
|     |                                                                             |         |
| 5.  | „Road Block” (23 czerwca 1968, The Carousel Ballroom, San Francisco)        | 3:03    |
|     |                                                                             |         |
| 6.  | „Flower in the Sun” (23 czerwca 1968, The Carousel Ballroom, San Francisco) | 3:04    |
|     |                                                                             |         |
| 7.  | „Summertime” (23 czerwca 1968, The Carousel Ballroom, San Francisco)        | 4:46    |
|     |                                                                             |         |
| 8.  | „Ego Rock” (4 kwietnia 1970, Fillmore West, San Francisco)                  | 8:01    |
|     |                                                                             |         |
| 9.  | „Half Moon” (28 czerwca 1970, Toronto)                                      | 5:16    |
|     |                                                                             |         |
| 10. | „Kozmic Blues” (28 czerwca 1970, Toronto)                                   | 5:45    |
|     |                                                                             |         |
| 11. | „Move Over” (4 lipca 1970, Calgary)                                         | 6:38    |
|     |                                                                             |         |
| 12. | „Try (Just a Little Bit Harder)” (4 lipca 1970, Calgary)                    | 7:51    |
|     |                                                                             |         |
| 13. | „Get It While You Can” (4 lipca 1970, Calgary)                              | 7:04    |
|     |                                                                             |         |
| 14. | „Ball and Chain” (4 lipca 1970, Calgary)                                    | 8:01    |
|     |                                                                             |         |
|     |                                                                             | 1:16:56 |
|     |                                                                             |         |

## Twórcy
Opracowano na podstawie materiału źródłowego.
Muzycy:
- Janis Joplin – śpiew
- Big Brother & the Holding Company:
  - James Gurley – gitara
  - Sam Andrew – gitara
  - Peter Albin – gitara basowa
  - Dave Getz – perkusja
- Full Tilt Boogie Band:
  - John Till – gitara
  - Richard Bell – fortepian
  - Ken Pearson – organy
  - Brad Campbell – gitara basowa
  - Clark Pierson – perkusja

Produkcja:
- Elliot Mazer – wybór i układ utworów
- Don Puluse, Larry Keyes, Tim Geelan – inżynieria dźwięku
- David Gar – fotografie
- Bob Cato, Squadra Galileo – projekt oprawy graficznej